# Малиново (Корсаковский район)
Мали́ново — упразднённое село в Корсаковском районе Орловской области России.

## География
Находится в восточной части области, располагалось в холмистой местности на обоих берегах реки Зуши примерно в 12 км (по автодороге) от районного центра Корсаково.

## Название
Название получено по топониму — урочищу «Малиновый Верх (овраг)», где росло много лесной малины. Другое предположение названия: слово «мала» — земля, край, берег и суффикс «ин» дорусского балтославянского происхождения, что может свидетельствовать о заселении этих мест балтскими племенами. Село имело и другие названия: Успенское — по храму и Бартеньево — по фамилии бывших владельцев поселения Бартеньевых и входило в состав Новосильского уезда Тульской губернии.

## История
Точного времени основания селения неизвестно. Но в XVII веке оно уже было. Упоминается в Писцовой книге Новосильского уезда (ПКНУ) за 1678 год. В выписке из поместных и отказных книг Мценского и Новосильского уездов сказано, что в 1700 году село уже существовало и называлось «большим селом» Малиново.
Поселение было основано на месте сегодняшних деревень Малиново-Нагорное и Малиново-Заречье. Затем недалеко в излучине реки была образована деревня-слобода — Новомалинова Слобода (сегодня деревня Новомалиново). Поселение разрасталось и ниже по течению Зуши были образованы небольшие выселки — Подмалинова (ныне не сущ.). Так из одного некогда «большого села» образовалось четыре поселения. В настоящее время (2021) существуют три деревни. Село Малиново было упразднено скорее всего в послевоенные годы, так как на предвоенной карте РККА оно являлось ещё одним селением. Затем разделилось на две части, которые стали самостоятельными населёнными пунктами — Малиново-Нагорное (по расположению на возвышенности) и Малиново-Заречье (по нахождению за рекой).
По данным за 1895 год церковный приход села состоял из самого села; сельцо: Слепотино (Слепотин Колодезь или Шарлино) (не сущ.), Головкино, Бибиково, Грунец; деревень: Лутовиново, Петровский Хутор (Глинище) (не сущ.). Приход насчитывал более двух тысяч человек. По преданию в селе существовало три храма. О первом ничего неизвестно. Второй деревянный во имя Успения Божьей Матери с приделом св. Козьмы и Дамиана был построен в 1770 году на средства помещицы сельца Слепотино Анны Алексеевны Муромцевой и просуществовал до 1830 года. Был закрыт по причине ветхости. После закрытия причт 19 лет совершал богослужения в придельном храме села Воиново. Новый Успенский, тоже деревянный храм, был построен (купол остался недостроенным) помещиком села Малиново Сергеем Ивановичем Рыкуновым. В 1864 году его наследница госпожа Фицнер построила придел во имя преподобного Сергия Радонежского. В 1882—1888 гг. храм окончательно достроили и отремонтировали. При церкви находилось кладбище. В селе имелись школа грамоты и земская школа.

## Население
В 1857 году в самом селе (в н. вр. Малиново-Нагорное и Малиново-Заречье) насчитывалось 290 крепостных помещичьих крестьян. В 1859 году в селе было 48 крестьянских дворов и 441 человек. В 1915 году — 101 крестьянский двор и 692 человека, имелась уже церковно-приходская школа. По переписи населения 2010 года общая численность трёх деревень (Малиново-Нагорное, Новомалиново, Малиново-Заречье) составила 360 человек.